# Cratere Darwin (Luna)
Darwin è un grande cratere lunare di 122,18 km situato nella parte sud-occidentale della faccia visibile della Luna. abbastanza vicino al bordo lunare da apparire allungato per effetto prospettico. Adiacente al margine meridionale si trova il cratere Lamarck, mentre a nord-est, più lontano, si trova il cratere Crüger. 
Il bordo esterno di Darwin è stato fortemente danneggiato da impatti successivi, in particolare i bordi settentrionale e meridionale sono stati quasi distrutti. Il bordo orientale è eroso, ma ancora abbastanza integro. Vi sono numerosi piccoli crateri lungo il margine sudorientale, ed il cospicuo cratere satellite Darwin B, di 56 km di diametro, è adiacente al bordo occidentale.
Ampie parti del pianoro interno di Darvin sono state ricoperta da colate di lava o da materiale proiettato da grandi impatti vicini. Un sistema di rimae attraversa il pianoro settentrionale, supera il bordo orientale e prosegue verso sud-est. Questo gruppo di rimae sono chiamate Rimae Darwin e si estendono per circa 280 km. A est di Darwin queste rimae attraversano la Rima Sirsalis, una rima particolarmente larga che prosegue verso nord-est.
Il pianoro meridionale di Darvin è irregolare e solo rozzamente livellato, e presenta numerosi piccoli crateri. Nella regione nordorientale si trova una zona diseguale, invasa dai detriti proiettati dall'impatto che generò il Mare Orientale, verso est. Nella zona occidentale si trova un grande ed irregolare duomo lunare, una delle poche formazioni di questo tipo che non sono situate in un mare lunare. All'estremità meridionale del pianoro interno, ci sono i resti di un piccolo cratere.
Il cratere è dedicato al naturalista inglese Charles Darwin.

## Crateri correlati
Alcuni crateri minori situati in prossimità di Darwin sono convenzionalmente identificati, sulle mappe lunari, attraverso una lettera associata al nome.
| Darwin | Coordinate            | Diametro (in km) |
| ------ | --------------------- | ---------------- |
| A      | 21°46′12″S 73°08′24″W | 23,48            |
| B      | 19°57′36″S 72°17′24″W | 53,74            |
| C      | 20°30′36″S 71°07′12″W | 15,3             |
| F      | 20°58′12″S 71°07′12″W | 17,73            |
| G      | 21°29′24″S 70°52′12″W | 16,98            |
| H      | 20°55′48″S 69°00′00″W | 28,83            |